# Netřebice (ort i Tjeckien, Södra Böhmen)
Netřebice är en ort i Tjeckien.   Den ligger i regionen Södra Böhmen, i den södra delen av landet, 140 km söder om huvudstaden Prag. Netřebice ligger 623 meter över havet och antalet invånare är 456.
Terrängen runt Netřebice är platt åt nordost, men åt sydväst är den kuperad. Runt Netřebice är det ganska tätbefolkat, med 52 invånare per kvadratkilometer. Närmaste större samhälle är Český Krumlov, 10,5 km väster om Netřebice. Omgivningarna runt Netřebice är en mosaik av jordbruksmark och naturlig växtlighet.